# 联盟峡 (华盛顿州)
联盟峡（英文：Union Gap），是美国华盛顿州雅基马县下属的一座城市。根据 2000年美国人口普查，该市有人口5,621人。根据2010年美国人口普查，该市有人口6,047人。而2011年估计该市有6,145人。